# 1862 Аполон
1862 Аполон (енгл. 1862 Apollo) је Аполо астероид. Приближан пречник астероида је 1,5 km,
а средња удаљеност астероида од Сунца износи 1,470 астрономских јединица (АЈ).
Инклинација (нагиб) орбите у односу на раван еклиптике је 6,352 степени, а орбитални период износи 651,152 дана (1,782 годину). Ексцентрицитет орбите астероида износи 0,559.
Апсолутна магнитуда астероида износи 16,25 а геометријски албедо 0,25.
Астероид је откривен 24. априла 1932. године.